# Lobocleta tricuspida
Lobocleta tricuspida är en fjärilsart som beskrevs av Claude Herbulot 1985. Lobocleta tricuspida ingår i släktet Lobocleta och familjen mätare. Inga underarter finns listade i Catalogue of Life.